# Simon Kessler
Simon Kessler (* 14. März 1976 in Johannesburg) ist ein ehemaliger südafrikanischer Radrennfahrer und heutiger Trainer.
Simon Kessler begann im Alter von zwölf Jahren mit dem Bahnradsport. Mit 17 zog er nach Frankreich, um dort Rennen zu fahren, musste aber im Alter von 20 Jahren wegen einer Verletzung seine Laufbahn unterbrechen. Nach einer Operation drei Jahre später kam er jedoch zurück und wurde Profi. 1998 wurde er südafrikanischer Meister im Straßenrennen und im selben Jahr sowie 1999 Vize-Meister im Einzelzeitfahren. 2000 wurde er zum zweiten Mal nationaler Straßenmeister und Dritter im Einzelzeitfahren, 2001 Vize-Meister im Straßenrennen. Zudem wurde er 2001 Afrikameister im Einzelzeitfahren. Er gewann die südafrikanischen Straßenrennen  Knysna Tour (2002),  Wilro 100 und Acer Midrand Winter Challenge (2003). Insgesamt errang er 15 nationale Titel in verschiedenen Disziplinen.

## Privates und Berufliches
Simon Kesslers Mutter stammt aus Deutschland, sein Vater aus Frankreich. Er lebt heute mit seiner Familie in Tampa (USA) und ist als Trainer tätig.